# Micraxylia nyei
Micraxylia nyei är en fjärilsart som beskrevs av Emilio Berio 1964. Micraxylia nyei ingår i släktet Micraxylia och familjen nattflyn. Inga underarter finns listade i Catalogue of Life.